# Kurt Hildebrandt
Kurt Florentin Hildebrandt (* 12. Dezember 1881 in Florenz; † 20. Mai 1966 in Kiel) war ein deutscher Psychiater und Philosoph. Zunächst Arzt an den Wittenauer Heilstätten und Mitglied im George-Kreis, wurde er 1934 auf eine Professur für Philosophie in Kiel berufen. Neben philosophischen Werken befasste er sich auch mit „Rassenpsychologie“ und „Rassenhygiene“.

## Leben
Hildebrandt wurde 1881 als Sohn des Predigers der deutschen Gemeinde in Florenz geboren. In Magdeburg besuchte er die Klosterschule Unsere Lieben Frauen. Anschließend studierte er, motiviert durch Charles Darwin und die moderne Biologie, Medizin und Naturwissenschaften in München und Berlin unter anderem bei Emil Kraepelin und Ernst Rüdin mit dem Staatsexamen 1905. Die medizinische Promotion folgte 1906. Seine erste Stelle hatte er in der Nervenheilanstalt Dalldorf im Norden Berlins. Eingeführt von seinem Schulfreund Friedrich Andreae, schloss er sich in dieser Zeit dem Kreis um Friedrich Wolters und Berthold Vallentin in Niederschönhausen bei Berlin an. Zunächst vor allem dem Werk und der Person des Universalhistorikers Kurt Breysig verpflichtet, wandte sich der Kreis, der 1907 nach Lichterfelde umzog und dort unter dem Namen „Academia urbana“ Vortragsabende veranstaltete, schließlich in der zweiten Hälfte der 1900er Jahre dem charismatischen Dichter Stefan George zu. Schon bald wurde auch ein persönlicher Kontakt ermöglicht, der nicht nur für Hildebrandt, der zur zweiten Riege des George-Kreises gehörte, in den folgenden 20 Jahren bestimmend wurde.
Während des Krieges war er in einem Lazarett in Saarbrücken in der Nervenabteilung tätig. Sein neben der medizinischen Tätigkeit betriebenes Studium der Philosophie schloss Hildebrandt in Marburg ab, wo er bei Paul Natorp mit einer Arbeit über Nietzsches Wettkampf mit Sokrates und Platon 1921 ebenfalls promoviert wurde. Hildebrandt war in den 1920er Jahren an den Wittenauer Heilstätten als Oberarzt und Psychiater in einem Vorort von Berlin tätig. Der Versuch einer Habilitation in Berlin 1928 mit dem Thema Platons Weltverneinung und Weltbejahung scheiterte trotz Zuspruch der Philosophen um Ernst Troeltsch, Max Dessoir und Eduard Spranger, welche die Aufnahme eines Vertreters aus dem George-Kreis begrüßten, am Einspruch des Klassischen Philologen Ulrich von Wilamowitz-Moellendorff und seines Schülers Werner Jaeger, die Hildebrandt die nötigen fachlichen Kenntnisse absprachen. Jaeger sprach in seinem Gutachten von einem „Dilettanten“ ohne „wissenschaftliche Schulung“. Hildebrandt selbst führte diesen Widerstand – wohl nicht zu Unrecht – auf einen Aufsatz aus dem Jahr 1910 zurück, in dem er seinerseits die Übersetzungsprinzipien von Wilamowitz für antike philosophische Texte scharf angegriffen und insbesondere behauptet hatte, dass dieser sich nicht an die sprachlichen und formalen Eigenschaften der Texte halte: „In diesen Übersetzungen ist aber nicht Aischylos, nicht Sophokles – nur Wilamowitz“. Im Hintergrund stand aber auch die innerfachliche Kontroverse um die Methoden der Geistesgeschichte, die in den Werken des George-Kreises prominent angewandt wurden, und die Frage, ob die wissenschaftliche Beschäftigung mit Platon und Aristoteles den Klassischen Philologen vorbehalten bleiben oder auch von Philosophen betrieben werden sollte.
Mit Hilfe des preußischen Kultusministers Carl Heinrich Becker, der den George-Kreis verschiedentlich förderte und mit einigen Mitgliedern – darunter Hildebrandt – persönlich in Kontakt stand, erhielt er 1928 dennoch einen Lehrauftrag als Honorarprofessor für Philosophie. Im Jahr 1932 wurde er ärztlicher Direktor der Städtischen Irrenanstalt zu Lichtenberg (Herzberge). Er trat zum 1. Mai 1933 der NSDAP (Mitgliedsnummer 3.471.082) und den NSLB bei (Nr. 287.372) sowie später auch der NSV.
Nach der nationalsozialistischen „Machtergreifung“ erhielt Hildebrandt 1934 eine Stelle als Ordinarius für Philosophie an der Christian-Albrechts-Universität Kiel. Er übernahm dabei den Lehrstuhl des von den Nationalsozialisten zwangsbeurlaubten Julius Stenzel. Der neue, nationalsozialistische Rektor Karl Lothar Wolf, selbst Physiker, wollte einen Hochschullehrer berufen, der eine Brücke zwischen Naturwissenschaft und Philosophie auch im Sinne der neuen politischen Ausrichtung der Universität schlagen konnte. Außerdem stand Wolf, der mit Carl Petersen befreundet war, selbst dem Denken des George-Kreises nahe. Mit großem Einsatz versuchte zwar der Altphilologe Richard Harder in der zuständigen Kieler Kommission, eine Berufung des nicht habilitierten Psychiaters auf einen Lehrstuhl für Philosophie zu verhindern, konnte sich aber letztlich nicht gegen den Rektor Wolf durchsetzen. Die Berufung wurde auch von Martin Heidegger, mit dem Wolf in engem Kontakt stand, befürwortet, während Alfred Baeumler die Vermutung äußerte, dass Hildebrandt auch nach dem Tod Georges wohl eher den Vorstellungen seines „Meisters“ folgen werde als der Ideologie des Nationalsozialismus. Hildebrandt war in der Folge Mitherausgeber der von Wolf neu gegründeten Zeitschrift für die gesamte Naturwissenschaft. Als Psychiater war er zudem Mitglied der Reichsärztekammer Schleswig-Holstein.
Hildebrandt wurde 1945 emeritiert, setzte aber seine schriftstellerische Tätigkeit bis kurz vor seinem Tod fort.

## Werk
Hildebrandt hatte schon früh Kontakte zu Stefan George und seinem Kreis. Er arbeitete an den drei Bänden des Jahrbuchs für die geistige Bewegung (1910–1912) mit, in dem der Kreis einen Angriff auf die geistigen Strömungen der Zeit lancieren wollte. Hildebrandt steuerte dazu im ersten Jahrbuch unter dem Titel Hellas und Wilamowitz eine öffentlichkeitswirksame Polemik gegen Ulrich von Wilamowitz-Moellendorff bei, den damals bedeutendsten Altphilologen und einen der bekanntesten Wissenschaftler des Kaiserreichs. Hildebrandts von George und den anderen Kreismitgliedern unterstützte Kritik wendet sich nicht nur gegen eine Übersetzungspraxis griechischer Werke, die sich bemüht, die Antike den Zeitgenossen „verständlich“ zu machen: „frevelhaft gegen Hellas [...] ist es, diese werke der bürgerlichen bequemlichkeit und dem proletarischen geschmack anzupassen“. Darüber hinaus wird Wilamowitz kritisiert, weil er die antiken Dichtungen nicht hinreichend als Kunst verstehe und übersetze – und ihm und seiner Zunft als „lehrer der künftigen lehrer“ wird nicht zuletzt die Kompetenz zur angemessenen Bildung und Erziehung der Jugend abgesprochen, die vielmehr von der Kunst und ihren Protagonisten geleistet werden müsse. Seine zweiteilige kritische Auseinandersetzung mit der Romantik (Romantisch und Dionysisch) konnte diesen Aufmerksamkeitserfolg nicht wiederholen.
Nach der Jahrbuch-Zeit übersetzte Hildebrandt mehrere Platon-Texte und versah sie mit Einleitungen, die auch noch nach dem Zweiten Weltkrieg (bei Kröner und Reclam) Bestand hatten. Im Jahr 1920 kamen die Schriften Norm und Entartung des Menschen und Norm und Verfall des Staates heraus. Mit diesen Schriften zur „Rassenhygiene“ und Ganzheitslehre rief er auch im George-Kreis, so bei Edgar Salin und Edith Landmann, heftigen Widerstand hervor. Andererseits fand er auch Zustimmung, so bei George selbst, bei Friedrich Gundolf und Friedrich Wolters. Hildebrandt wollte – im Gegensatz zu den „Nordisten“ unter den Rassetheoretikern – eine Kulturrasse schaffen, indem ungeeignete Geschlechter oder Rasselinien durch „strenge Isolierung“ oder „starke Ausmerze“ von der Beteiligung am Staat ferngehalten werden.
„Den übrigen Gruppen stehen durch Erziehung die höheren Berufe zur Bewerbung offen und aus ihnen werden nach der erst später bewährten Eignung die führenden Träger des Staates ausgewählt. Die Scheidung der beiden Gruppen darf nicht streng sein. Frühere Irrtümer, neue Blutmischung, veränderte Ziele des Staates, Entartung machen Verschiebung nach hüben und drüben notwendig. Die Scheidung darf aber auch nicht zu locker sein, denn der Andrang nach höheren Stellen ist ohnehin so groß, daß es nicht im Interesse des Staates liegt, diesen zu fördern.“
Gegen die biologische Rassentheorie von Hans F. K. Günther stellte Hildebrandt die Kategorie der Nation als geistige Gemeinschaft. „Die nationale Idee ist der Rassenzusammengehörigkeit übergeordnet.“
Er betonte, dass seine Rassentheorie auf objektiven Prinzipien in Hinblick auf Mittel und Methode abstelle und keine Ziele der Züchtung vorgebe. „Ohne Maßstab, ohne Normbild haben die Bestrebungen der Menschenzüchtung und der Rassenhygiene weder Halt noch Sinn.“ Hildebrandts Rassismus ist nicht ausdrücklich antisemitisch. Er hielt sogar eine „Beimischung“ kultivierter westeuropäischer Juden für die Entwicklung einer Kulturnation für vorteilhaft, während er eine „Heiratsgemeinschaft“ mit „Ostjuden“, Franzosen oder „Negern“ ablehnte.
Politisches Thema von Hildebrandt war die Ablehnung des liberalen Individualismus und die Suche nach einer geistigen Erneuerung in der Gemeinschaft im Sinn eines deutschen „Griechentums“. Er vertrat hier vor allem die Ideen des George-Kreises, wenn er z. B. die ursprüngliche Leibhaftigkeit des ganzen Menschen gegen alle Mechanisierung des Lebens vertrat und die Entgegensetzung von Natur und Geist überwinden wollte. Neben George waren Nietzsche und Platon seine Orientierungspunkte, wobei er Platon Nietzsche noch vorzog, weil er bei letzterem eine zu große dionysische Hybris und Selbstvergötterung sah. Es sind Heroen, die den Kampf für einen wohlgeordneten Staat führen und damit die Überwindung der Entartung ermöglichen. „Die Ablehnung des Individualismus ist das Gegenteil der Ablehnung des großen Einzelmenschen. Der Heros ist Schöpfer und Keimzelle des Staates.“ Hildebrandts Schriften sind eine Verknüpfung von naturwissenschaftlichen Einsichten mit den Gedanken des George-Kreises und haben das Ziel der „Widerlegung des modernen Mechanismus“.
In seiner in diesem Sinne geschriebenen Platon-Interpretation Platon. Der Kampf des Geistes um die Macht (1933; basierend auf dem Habilitationsversuch) betonte Hildebrandt – im Anschluss an das Platonbild des George-Kreises, insbesondere an Heinrich Friedemann – die politische Dimension von Platons Werk. Rainer Kolk resümiert: „Platons Staat gehört [nach Hildebrandt] der Elite, der straffen Führung, der mythischen Legitimation, den schöpferischen Kräften; Hildebrandt forciert die These, daß Platon die auch gegenwärtig noch gültigen Maximen für staatliches Handeln expliziert und selbst ‚politisches Führertum‘ angestrebt habe“. Das Buch wurde 1935 von seinem Kieler Kollegen Hans-Georg Gadamer positiv besprochen, der feststellt, dass „aus dem Kreis des Dichters Stefan George die wichtigsten Anstöße für ein neues Verständnis Platons gekommen sind. […] So unmittelbar politisch, wie in dieser (1932 abgeschlossenen) Darstellung, ist das platonische Werk bisher noch nie gesehen worden. […] Die Gestaltwerdung der Philosophie im platonischen Dialog ist ein‚ immer neue Deutung forderndes Geheimnis’ durch alle Ferne nah wie alles leibhaft Gestaltgewordene. So muß eine solche Verleiblichung von Platons politischer Gestalt, die ihrerseits etwas von der fernen Nähe des Gestaltgewordenen hat, die Urgestalt der Philosophie selber zu neuer Antwort fordern.“
In den Kieler Jahren schrieb Hildebrandt eine überarbeitete Fassung seiner beiden Schriften aus dem Jahr 1920 und veröffentlichte von 1936 bis 1939 einige Artikel in Rasse, der Monatszeitschrift der Nordischen Bewegung. Im Weiteren widmete er sich verstärkt den deutschen literarischen Klassikern Hölderlin und Goethe sowie Leibniz. Dazu leistete er einen Beitrag für den von August Faust im Rahmen der Aktion Ritterbusch 1941 herausgegebenen Sammelband Das Bild des Krieges im Deutschen Denken.
Nach Kriegsende wurde Hildebrandts Schrift Die Idee des Krieges bei Goethe, Hölderlin, Nietzsche (Kohlhammer, Stuttgart & Berlin 1941) in der Sowjetischen Besatzungszone auf die Liste der auszusondernden Literatur gesetzt. In der Deutschen Demokratischen Republik folgten auf diese Liste noch Norm und Entartung des Menschen (Sibyllen-Verlag, Dresden 1920) und Norm, Entartung, Verfall, bezogen auf den Einzelnen, die Rasse, den Staat (Kohlhammer, Stuttgart 1939).

## Schriften
- Norm und Entartung des Menschen, Dresden 1920
- Norm und Verfall des Staates, Dresden 1920
- Nietzsches Wettkampf mit Sokrates und Plato, Dresden 1922
- Nietzsche als Richter unserer Zeit, Breslau 1923 (mit Ernst Gundolf)
- Gedanken zur Rassenpsychologie, Stuttgart 1924
- Wagner und Nietzsche. Ihr Kampf gegen das 19. Jahrhundert, Breslau 1924
- Die Schöpfung in Platons Timaios übertragen von Kurt Hildebrandt. Werkstätten Burg Giebichenstein / Halle 1925
- Gesundheit und Krankheit in Nietzsches Leben und Werk, Berlin 1926
- Staat und Rasse. Drei Vorträge, Breslau 1928
- Ueber die Umformung gesehener Figuren durch wechselnden figuralen Zusammenhang. Diss., Greifswald 1933
- Individualität und Gemeinschaft, Berlin 1933
- Platon. Der Kampf des Geistes um die Macht, Berlin 1933
- Norm, Entartung, Verfall bezogen auf den Einzelnen, die Rasse, den Staat, Berlin 1934, 2. Aufl. 1939
- Platons Vaterländische Reden. Apologie, Kriton, Menexenos. Eingeleitet und übertragen von Kurt Hildebrandt. Meiner, Leipzig 1936
- Hölderlin. Philosophie und Dichtung, Stuttgart 1939, 3. Aufl. 1943
- Schelling und die Deutsche Bewegung. Einführung zu: Schelling – Goethe, Vom deutschen Genius. Dokumente der Deutschen Bewegung. Hrsg. von Kurt Hildebrandt, Reclam, Leipzig 1942
- Goethe. Seine Weltweisheit im Gesamtwerk, Stuttgart 1941, 3. Aufl. 1942
- Kopernikus und Kepler in der deutschen Geistesgeschichte, Halle, 1944
- Goethes Naturerkenntnis, Hamburg 1947
- Leibniz. Reich der Gnade, Den Haag 1953
- Platon. Logos und Mythos, Berlin 1959
- Das Werk Stefan Georges, Hamburg 1960
- Ein Weg zur Philosophie, Bonn 1962
- Erinnerungen an Stefan George und seinen Kreis, Bonn 1965
- Frühe Griechische Denker. Eine Einführung in die vorsokratische Philosophie, Bonn 1968